# Heckler & Koch
Pour les articles homonymes, voir Koch et HK.
Heckler & Koch est une firme d'armement allemande qui produit en particulier les pistolets mitrailleurs MP5, MP7 et  HK UMP, les fusils d'assaut HK G36, HK G3 et HK 416, et le fusil de précision PSG-1.
Heckler & Koch est un fournisseur d'armes à feu portatives disposant d'une gamme de produits complète : pistolets, pistolets mitrailleurs, fusils d'assaut, fusils mitrailleurs, fusils de précision et lance grenade. Les différents types d'armes sont conçus en tant que familles de produits. Heckler & Koch déclare proposer ainsi une gamme de modèles variable adaptée aux besoins les plus diversifiés des interventions. Les avantages d'une famille de produits vont d'un faible risque d'accident par la prévention d'erreurs de maniement, jusqu'aux pièces interchangeables et à une durée d'entraînement et de formation réduite des tireurs.

## Histoire
Techniquement, Heckler & Koch s'est longtemps distingué par l'emploi du système de retardement de l'action par verrouillage par galets initialement développé pour la MG42 et qui est employé dans nombre des premiers succès de la marque comme le HK G3, le MP5 ou le HK P9.
Son siège est à Oberndorf am Neckar dans le Bade-Wurtemberg près de la frontière franco-allemande et a été fondé en 1949 par les ingénieurs Edmund Heckler, Theodor Koch et Alex Seidel, qui a également travaillé dans les usines de Mauser. À l'origine, le programme de production de l'entreprise comprenait des machines à coudre, des outils, des formations et des machines pour l'élaboration d'outils. En 1955, le développement et la production d'appareils militaires débutèrent.
En 1956, Heckler & Koch décrocha l'appel d'offres de la toute nouvelle armée fédérale allemande concernant les fusils d'infanterie avec son HK G3. Heckler & Koch produit avec le pistolet de service P8 et le fusil d'infanterie G36 les armes standards de l'armée fédérale comme le P10, arme de service de la police.
Depuis les années 1970, les canons de la totalité des armes de guerre fabriquées par H&K sont usinés dans des barreaux d'acier provenant de l'entreprise française Aubert et Duval.
En 1991, la multinationale britannique en armement British Aerospace, via sa division Royal Ordnance, absorbe l'entreprise. En 2002, un nouveau changement de propriétaire s'effectue (H&K Beteiligungs-GmbH) et donc la séparation des instances officielles et des armes civiles également. Depuis 2003, la partie civile de l'entreprise dénommée Heckler & Koch Jagd und Sportwaffen GmbH (HKJS) est menée de façon autonome.
En 2016, l'entreprise gagne un appel d’offres pour la livraison à l'armée française de 16 000 fusils d’assaut HK416 chaque année.
En décembre 2019, le français Nicolas Walewski et son fonds d’investissements Alken confirment leur intention de prendre le contrôle de cette entreprise .
Depuis juillet 2020, la holding financière CDE de Nicolas Walewski détient la majorité des parts de Heckler & Koch
.
En 2020, l'entreprise est très endettée - ses obligations financières de 249 millions d'euros sont à peu près aussi élevées que les ventes annuelles. Après deux ans de pertes, H&K était enfin de nouveau rentable. Néanmoins, la situation reste tendue compte tenu du problème de la dette toujours non résolu. 910 employés travaillent au siège de l'entreprise à Oberndorf en Forêt-Noire et 85 autres aux États-Unis, où H&K possède une usine d'assemblage de pistolets. Le marché américain a gagné en importance dans les années 2020 et représente en 2020 un quart du chiffre d'affaires consolidé. L'Allemagne représente toujours un tiers du chiffre d'affaires de l'entreprise - avec une tendance à la baisse avec l'acquisition par l'armée allemande d'un fusil d'un autre fournisseur.

## Quelques produits
- Pistolets : HK 45, HK P30, HK USP (variantes : P8, P2000, Mark 23), HK UCP (en), HK P7, HK VP9 (en), HK VP70
- Personal Defense Weapons : HK MP7, HK MP5K
- Pistolets mitrailleurs : HK MP5, HK UMP, HK 53
- Fusils d'assaut : HK G3, HK G36, HK416, MR556A1, HK417, HK XM-8, HK 33, HK 433 (variante : HK 437)
- Fusils de précision : HK PSG-1, HK SL-8, HK G-28, HK MSG-90

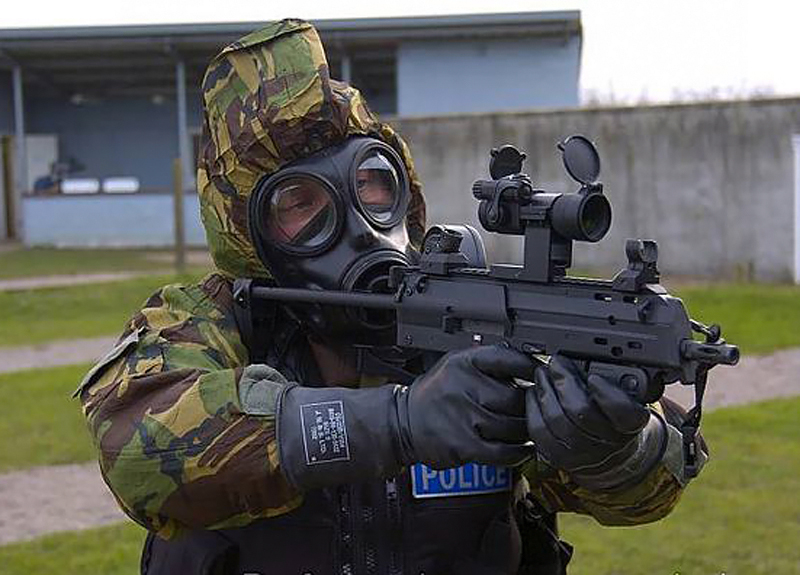
Le HK MP7

- Mitrailleuses : HK21, HK MG43, HK MG3, HK MG36

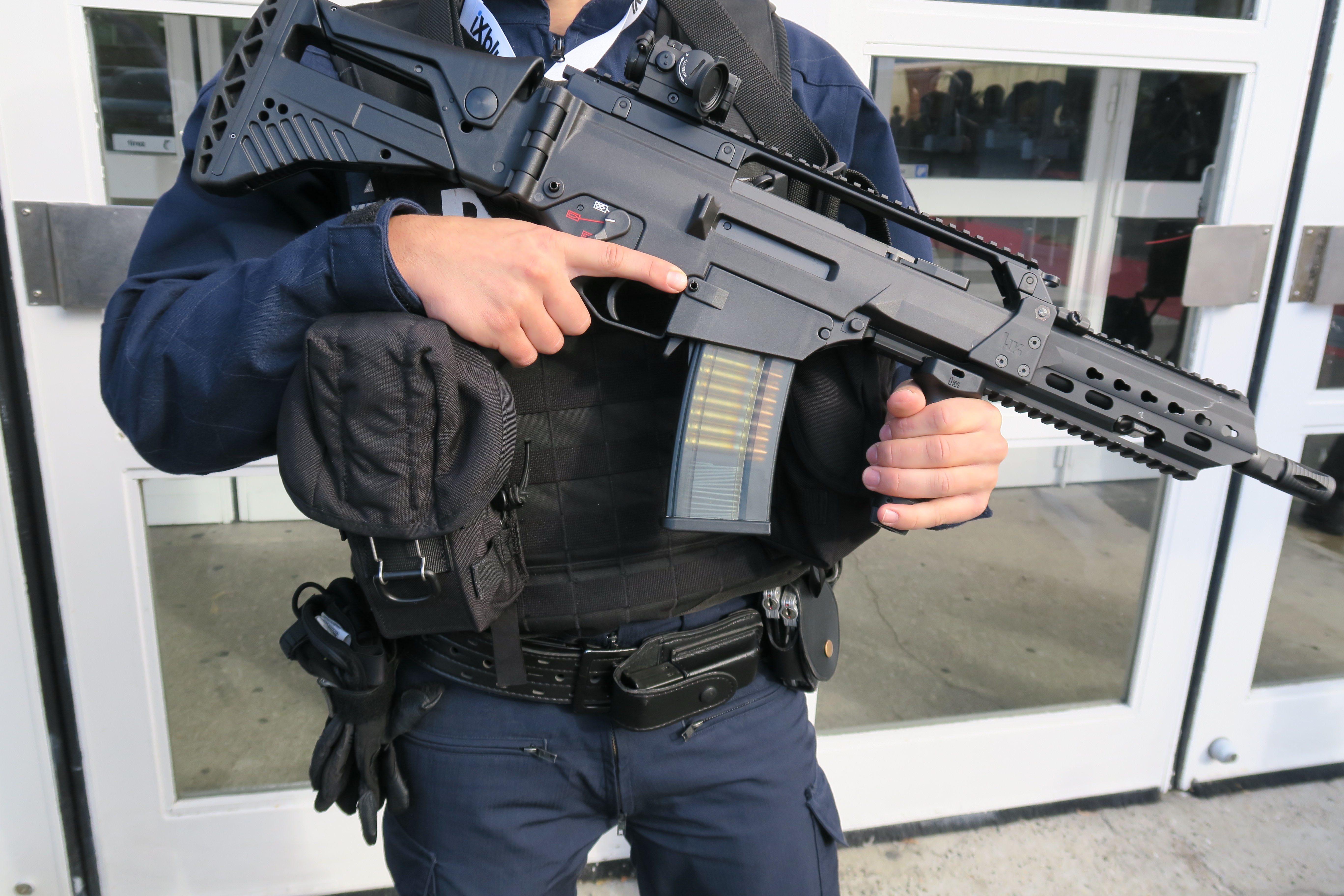
Le HK G36

- Lance-grenade : HK 69A1, AG36, HK GMG, HK XM-25, HK M320 (en)
- Autres :
  - HK G11 : fusil expérimental
  - HK P11 : pistolet aquatique

## Abréviations HK
Format : Abréviation = Allemand ("Français") - complément
- A = 'Ausführung' ("Version") - par exemple A1 = première version, A2 = deuxième version.
- G = 'Gewehr' ("Fusil")
- K = 'Kurz' ("Court") - se dit d'une version raccourcie d'une arme.
- AG = 'Anbau-Gerät' ("accessoire modulaire") ou 'Anbaugranatwerfer' ("Lance-grenade modulaire")
- GMG = 'Granatmaschinengewehr' ("Lance-grenade automatique")
- GMW = 'Granatmaschinenwaffe' ("Lance-grenade automatique")
- MG = 'Maschinengewehr' ("Mitrailleuse")
- MP = 'Maschinenpistole' ("Pistolet-mitrailleur")
- PSG = 'Präzisionsschützengewehr' ("Fusil de précision")
- PSP = 'Polizei-Selbstlade-Pistole' ("Pistolet de police semi-automatique")
- SD = 'Schalldämpfer' ("silencieux") - Modérateur de son intégré sur le MP5SD, filetage externe permettant l'installation d'un modérateur de son sur les autres armes.
- SG = 'Scharfschützengewehr' ("Fusil pour tireur de précision")
- SL = 'Selbstlader' ("Chargement automatique")
- SP = 'Selbstlade-Pistole' ("Pistolet semi-automatique") (Utilisé pour le modèle civil de la MP5, traduisible dans ce cas par Pistolet Mitrailleur Semi-Automatique)
- UMP = 'Universale Maschinenpistole' ("Pistolet-mitrailleur universel")
- UCP = Universal Combat Pistol ("Pistolet de combat universel")
- USC = Universal Self-loading Carbine ("Carabine automatique universelle")
- USP = 'Universale Selbstladepistole' ("Pistolet semi-automatique universel")
- VP = 'Volkspistole' ("Pistolet du peuple")
- ZF = 'Zielfernrohr' ("Viseur pliable")